# Alfons Lohake
Alfons Leo Peter Lohake, född 20 juli 2006 är en svensk fotbollsspelare (mittfältare) som spelar för IF Brommapojkarna i Allsvenskan.

## Klubblagskarriär
Alfons Lohake började som femåring spela i moderklubben Sigtuna IF. Som tolvåring tog han klivet till Djurgårdens IF för att därefter skifta klubb till IF Brommapojkarna. Efter att ha imponerat i BP:s P19-lag lånades Lohake hösten 2023 ut till Täby FK i Ettan Norra, för att få seniorerfarenhet.
Debuten i Täby-tröjan skedde den 19 augusti 2023 när Lohake byttes in i halvtid i 2-3-förlusten mot Dalkurd FF. Totalt blev det tio framträdanden i Ettan Norra under hösten. Efter att ha återvänt till IF Brommapojkarna lyftes Lohake vid årsskiftet upp i seniorlaget.
Den 21 april 2024 fick Lohake debutera i Allsvenskan via ett inhopp i 2-0-segern mot Halmstads BK. Framträdandet blev hans enda i Allsvenskan under året, men han fick därtill på nytt matchning i Täby FK via en kortare utlåning.

## Landslagskarriär
Alfons Lohake har representerat Sveriges U19-landslag.
Debuten i "Blågult" skedde den 6 juni 2024 då P18-landslaget besegrade Ungern med 2-1.

## Statistik
| Klubb              | Säsong             | Liga               | Liga    | Liga | Nationell cup | Nationell cup | Internationell cup | Internationell cup | Övrigt  | Övrigt | Totalt  | Totalt |
| Klubb              | Säsong             | Division           | Matcher | Mål  | Matcher       | Mål           | Matcher            | Mål                | Matcher | Mål    | Matcher | Mål    |
| ------------------ | ------------------ | ------------------ | ------- | ---- | ------------- | ------------- | ------------------ | ------------------ | ------- | ------ | ------- | ------ |
| IF Brommapojkarna  | 2023               | Allsvenskan        | 0       | 0    | 0             | 0             | -                  | -                  | 0       | 0      | 0       | 0      |
| IF Brommapojkarna  | 2024               | Allsvenskan        | 1       | 0    | 1             | 0             | -                  | -                  | -       | -      | 2       | 0      |
| Täby FK (lån)      | 2023               | Ettan Norra        | 10      | 0    | 0             | 0             | -                  | -                  | -       | -      | 10      | 0      |
| Täby FK (lån)      | 2024               | Ettan Norra        | 4       | 0    | 0             | 0             | -                  | -                  | -       | -      | 4       | 0      |
| Totalt i karriären | Totalt i karriären | Totalt i karriären | 15      | 0    | 1             | 0             | 0                  | 0                  | 0       | 0      | 16      | 0      |